# هانس مار
هانس مار (آلمانی: Hans Marr; ۲۲ ژوئیهٔ ۱۸۷۸ – ۳۱ مارس ۱۹۴۹) بازیگر اهل آلمان بود.
از فیلم‌ها یا برنامه‌های تلویزیونی که وی در آن نقش داشته‌است می‌توان به ویلیام تل (فیلم ۱۹۲۳) و ویلیام تل (فیلم ۱۹۳۴) اشاره کرد.